# Schelownikow
Schelownikow (russisch Шелковников) ist ein Dorf (chutor) in Südrussland. Es gehört zur Republik Adygeja und hat 290 Einwohner (Stand 2019). Im Ort gibt es 4 Straßen. Schelownikow liegt 43 km südlich von Koschechabl (dem Verwaltungszentrum des Bezirks) auf der Straße. Wolnoje ist der nächstgelegene ländliche Ort.